# Ondinea purpurea
Ondinea és un gènere de plantes, també conegudes popularment com a núfars, de la família de les nimfeàcies. Actualment se'l considera part del gènere Nymphaea.

## Taxonomia
Aquest gènere té una sola espècie:
- Ondinea purpurea Hartog, 1970, actualment coneguda com a Nymphaea ondinea.

## Descripció
És una planta perenne que viu a basses intermitents del nord-oest d'Austràlia. Té fulles sumergides i flotants disposades en una roseta basal que ix del rizoma soterrat. Pecíol llis i molt allargat. Les fulles sumergides tenen forma sagitada i le fulles flotants són oblongues i el·líptiques.
Aquestes plantes tenen una flor amb una forma sorprenent. És una flor solitaria i emergent amb 4 sèpals i nombrosos estàmens, de color malva o morat. Es reprodueix mitjançant llavors petites.
El nom d'aquest gènere prové de les ondines del folklore del centre i el nord d'Europa. Mena de nimfes aquàtiques envoltades de misteri, hom deia que les ondines s'amagaven als estanys i llacs.